# NGC 6129
NGC 6129 est une vaste galaxie elliptique (ou lenticulaire ?) relativement éloignée et située dans la constellation de la Couronne boréale. Sa vitesse par rapport au fond diffus cosmologique est de 9 947 ± 4 km/s, ce qui correspond à une distance de Hubble de 146,7 ± 10,3 Mpc (∼478 millions d'al). NGC 6129 a été découverte par l'astronome germano-britannique William Herschel en 1791.
À ce jour, une mesure non basée sur le décalage vers le rouge (redshift) donne une distance d'environ 128,000 Mpc (∼417 millions d'al). Cette valeur est à l'extérieur des valeurs de la distance de Hubble mais reste compatible avec celles-ci.